# سونالی شاه
سونالی شاه (انگلیسی: Sonali Shah؛ زادهٔ ۲۶ ژوئیهٔ ۱۹۸۰) روزنامه‌نگار، و مجری اهل بریتانیا است.